# Convenzione di Ramsar
La Convenzione di Ramsar, ufficialmente Convenzione sulle zone umide di importanza internazionale (in inglese: Convention on Wetlands of International Importance; in francese: Convention sur les zones humides d'importance internationale; in spagnolo: Convención sobre los Humedales de Importancia Internacional) è un atto firmato a Ramsar, in Iran, il 2 febbraio 1971 da un gruppo di governi, istituzioni scientifiche e organizzazioni internazionali partecipanti alla Conferenza internazionale sulle zone umide e gli uccelli acquatici, promossa dall'Ufficio Internazionale per le Ricerche sulle Zone Umide e sugli Uccelli Acquatici (IWRB - International Wetlands and Waterfowl Research Bureau), con la collaborazione dell'Unione Internazionale per la Conservazione della Natura (IUCN - International Union for the Conservation of Nature) e del Consiglio Internazionale per la protezione degli uccelli (ICBP - International Council for bird Preservation).

## Storia e obiettivi
La Convenzione di Ramsar è il primo vero trattato intergovernativo con scopo globale, nella sua accezione più moderna, riguardante la conservazione e la gestione degli ecosistemi naturali. Se la confrontiamo con le più moderne convenzioni (vedi ad esempio la Convenzione sulla Diversità Biologica) le indicazioni di Ramsar sono molto precise ma spesso di limitato impatto in quanto si riferiscono a siti specifici.
La Convenzione nasce in un periodo storico in cui lo scambio di informazioni e delle conoscenze non era semplice ed incentivato come ora. Fare parte della Convenzione voleva dire entrare ufficialmente in un dibattito internazionale dove potere imparare dagli altri oltre che influenzare le politiche ambientali, per lo meno quelle riguardanti le zone umide, proprie e degli altri paesi.
Con le sue decisioni, linee guida e dibattiti, la Convenzione nasce anche per rispondere all'esigenza di invertire il processo di trasformazione e distruzione delle zone umide quali ambienti primari per la vita degli uccelli acquatici, che devono percorrere particolari rotte migratorie attraverso diversi Stati e Continenti per raggiungere ad ogni stagione i differenti siti di nidificazione, sosta e svernamento.
Lo stesso nome del trattato riflette questa enfasi originale sulla conservazione degli uccelli acquatici; anche se l'accezione di uso saggio, iniziava già in qualche modo il dibattito sullo sviluppo sostenibile.
Con il passare del tempo, e con l'aumentare dei trattati internazionali per la conservazione della natura, la Convenzione ha cercato di allargare i suoi obiettivi su tutti gli aspetti riguardanti la conservazione e l'uso sostenibile delle zone umide. Secondo molti, però, la Convenzione non è mai riuscita ad acquisire la forza e le capacità necessarie per coordinare il difficile dibattito internazionale riguardante alcuni aspetti della gestione dell'acqua, per i quali altri movimenti internazionali si sono iniziati.
Nel 1997 viene istituita la giornata mondiale delle zone umide per aumentare la consapevolezza sul valore delle zone umide per l'umanità e il pianeta.
Dall'ultimo aggiornamento, presente sul sito ufficiale, risulta che hanno aderito alla Convenzione 171 paesi e che il relativo elenco comprende 2.412 siti per una superficie totale di 254.467.869 ettari. L'Italia è presente con 56 siti individuati e una superficie totale di 73.308 ettari.

## Organi
Gli organi della Convenzione sono:
- il Segretariato Generale (RAMSAR BUREAU), con sede a Gland (CH);
- la Conferenza delle Parti;
- il Comitato Permanente.

## Definizioni

### Zone umide
Definizione di zone umide (testo integrale)
- Ai sensi della presente Convenzione si intendono per zone umide le paludi e gli acquitrini, le torbiere oppure i bacini, naturali o artificiali, permanenti o temporanei, con acqua stagnante o corrente, dolce, salmastra, o salata, ivi comprese le distese di acqua marina la cui profondità, durante la bassa marea, non supera i sei metri. Ai sensi della presente convenzione si intendono per uccelli acquatici gli uccelli ecologicamente dipendenti dalle zone umide.

### Dichiarazione
Dichiarazione introduttiva della Convenzione (testo integrale)
- Le parti contraenti, riconoscendo l'interdipendenza tra l'uomo ed il suo ambiente, considerando le funzioni ecologiche fondamentali delle zone umide come regolatori del regime delle acque e come habitat di una flora e di una fauna caratteristiche e, in particolare di uccelli acquatici; convinti che le zone umide costituiscono una risorsa di grande valore economico, culturale, scientifico e ricreativo, la cui perdita sarebbe irreparabile; desiderando arrestare ora e per l'avvenire la progressiva invasione da parte dell'uomo e la scomparsa delle zone umide; riconoscendo che gli uccelli acquatici, nel periodo delle migrazioni stagionali, possono attraversare le frontiere così da dover essere considerati come risorsa internazionale; essendo persuasi che la tutela delle zone umide, della loro flora e fauna può essere assicurata mediante l'unione di una politica nazionale lungimirante con un'azione internazionale coordinata; hanno convenuto quanto segue:

## I provvedimenti della Convenzione
La Convenzione di Ramsar, ad oggi sottoscritta da più di centocinquanta Paesi e con quasi 2000 zone umide individuate nel mondo, rappresenta ancora l'unico trattato internazionale moderno per la tutela delle zone umide, sostenendo i principi dello sviluppo sostenibile, con il termine uso saggio (inglese wise use), e della conservazione delle biodiversità.
La nomina di siti di importanza internazionale secondo la Convenzione rappresenta un'opportunità per un paese di far conoscere le proprie zone umide e le proprie politiche di gestione a livello internazionale, molti paesi in via di sviluppo sono inoltre riusciti ad attirare investimenti per la conservazione e lo sviluppo di zone Ramsar da parte di agenzie di cooperazione internazionale.
Le Parti della Convenzione sono chiamati a 4 principali impegni:
1. Lista dei siti: le Parti devono:
  - designare almeno un sito per l'inclusione nella "lista delle zone umide di importanza internazionale",
  - promuovere la sua conservazione e, quando possibile, l'uso prudente. I criteri di selezione per l'inclusione di siti nella lista di Ramsar sono basati su parametri ecologici, botanici, zoologici, limnologici e/o idrologici. La Conferenza delle Parti ha adottato dei criteri specifici per la selezione dei siti.
2. Uso prudente: le Parti della Convenzione hanno l'obbligo di:
  - includere azioni specifiche per la conservazione delle zone umide nello sviluppo dei piani di uso del suolo,
  - formulare e realizzare i piani per promuovere l'uso prudente delle zone umide nei loro territori. Si deve notare che la Convenzione stessa dichiara che wise use (qui tradotto come uso prudente) è da interpretarsi come sinonimo di uso sostenibile.
3. Riserve e formazione. Le Parti si impegnano a:
  - istituire riserve naturali in zone umide (che siano o no incluse nella lista di Ramsar),
  - promuovere attività di formazione specifica in campi di ricerca, gestione e sorveglianza inerenti alle zone umide.
4. Cooperazione internazionale. Le Parti si impegnano a:
  - consultarsi con altre Parti su problemi inerenti alla messa in opera della Convenzione, specialmente riguardo alle zone umide transfrontaliere, sistemi acquiferi condivisi, specie comuni.

Con il passare del tempo, la Conferenza delle Parti ha prodotto delle linee guida per ognuno dei punti qui sopra indicate che sono state pubblicate nella serie dei Manuali Ramsar.
La Conferenza delle Parti e il Segretariato di Ramsar sono molto attivi, la Convenzione di Ramsar è una convenzione molto importante in quanto ha un contatto diretto con il campo.

## Criteri per l'identificazione dei siti
Il testo della Convenzione di Ramsar (articolo 2.2) afferma che:
Una zona umida può essere considerata di importanza internazionale se si applica uno dei seguenti nove criteri:
1. se il sito contiene una tipologia naturale o semi naturale di zona umida rappresentativa, rara o unica all‘interno di una specifica regione biogeografia;
2. se il sito supporta specie o comunità ecologiche in uno stato critico di conservazione, minacciate o vulnerabili;
3. se il sito supporta popolazioni di piante e/o specie animali importanti per il mantenimento della diversità biologica di una particolare regione biogeografia;
4. se supporta popolazioni di piante e/o specie animali in uno stato critico del loro ciclo vitale o offre rifugio durante condizioni avverse;
5. se il sito supporta regolarmente 20.000 o più uccelli acquatici;
6. se il sito supporta regolarmente 1% degli individui di una popolazione, specie o sottospecie di uccelli acquatici;
7. se il sito supporta una proporzione significativa di sottospecie, specie o famiglie autoctone, fasi del ciclo vitale, interazioni fra specie e/o popolazioni che sono rappresentative dei benefici e dei valori della zona umida e che contribuiscono al mantenimento della diversità biologica globale;
8. il sito è un‘importante fonte di cibo, zona di riproduzionee e deposizione, vivaio per i pesci e/o un percorso di migrazione da cui dipendono gli stocks di pesci, sia se sono dentro la zona umida che altrove;
9. se il sito supporta regolarmente l‘1% degli individui di una popolazione di una specie o sottospecie dipendenti dalle zone umide, esclusi gli uccelli.

Il focus della convenzione è quello di proteggere aree e molto del lavoro scientifico, amministrativo e politico della commissione viene fatto in supporto di chi materialmente gestisce i siti Ramsar. Esiste un contatto diretto tra la convenzione e il campo, un contatto che è spesso assente in altre convenzioni.

## Applicazione in Italia

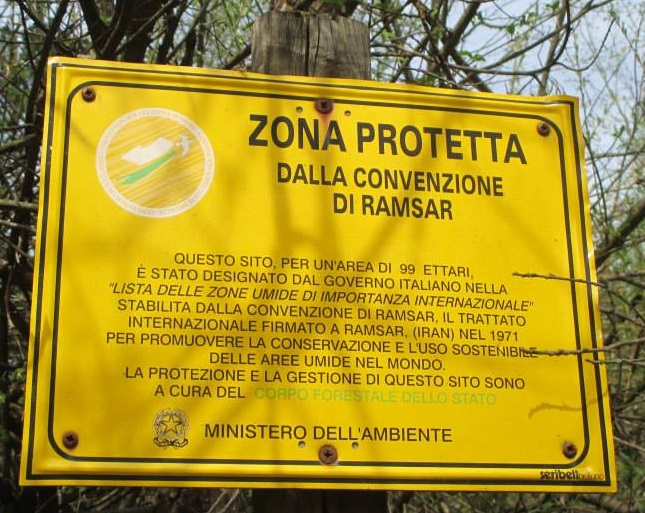
Cartello zona protetta Ramsar situato nella Riserva naturale Vincheto di Celarda a Feltre (Belluno)

La Convenzione di Ramsar è stata ratificata e resa esecutiva dall'Italia col DPR n. 448 del 13 marzo 1976 e con il successivo DPR n. 184 dell'11 febbraio 1987. Gli strumenti attuativi prevedono, in aggiunta alla partecipazione alle attività comuni internazionali della Convenzione, una serie di impegni nazionali, quali:
- attività di monitoraggio e sperimentazione nelle "zone umide" designate ai sensi del DPR 13 marzo 1976, n.448;
- attivazione di modelli per la gestione di "Zone Umide";
- attuazione del "Piano strategico 1997-2002" sulla base del documento "Linee guida per un Piano Nazionale per le Zone Umide";
- designazione di nuove zone umide, ai sensi del DPR 13.3.1976, n. 448;
- preparazione del "Rapporto Nazionale" per ogni Conferenza delle Parti.

L'Italia, che è membro del Comitato MEDWET, ha inoltre collaborato alla redazione ed al finanziamento del 1º programma triennale di azione MEDWET, con il cofinanziamento dell'U.E., conclusosi con la Conferenza di Venezia del giugno 1996.
I siti Ramsar sono Beni Paesaggistici e pertanto aree tutelate per legge: art.142 lett. i, L.42/2004 e ss.mm.ii.

## Partecipanti

### Elenco delle parti contraenti
Albania, Algeria, Argentina, Armenia, Australia, Austria, Azerbaigian, Bahamas, Bahrein, Bangladesh, Bielorussia, Belgio, Belize, Benin, Bolivia, Bosnia ed Erzegovina, Botswana, Brasile, Bulgaria, Burkina Faso, Burundi, Cambogia, Canada, Ciad, Cile, Cina, Colombia, Comore, Repubblica del Congo, Costa Rica, Costa d'Avorio, Corea del Sud, Croazia, Cuba, Cipro, Repubblica Ceca, Repubblica Democratica del Congo, Danimarca, Repubblica Dominicana, Ecuador, Egitto, El Salvador, Estonia, Filippine, Finlandia, Francia, Gabon, Gambia, Georgia, Germania, Ghana, Giamaica, Giappone, Gibuti, Giordania, Grecia, Guatemala, Guinea, Guinea Equatoriale, Guinea-Bissau, Honduras, India, Indonesia, Iran, Irlanda, Islanda, Israele, Italia, Kenya, Kirghizistan, Lettonia, Libano, Liberia, Libia, Liechtenstein, Lituania, Lussemburgo, Macedonia del Nord, Madagascar, Malawi, Malaysia, Mali, Malta, Marocco, Mauritania, Mauritius, Messico, Moldavia, Principato di Monaco, Mongolia, Namibia, Nepal, Nuova Zelanda, Nicaragua, Niger, Nigeria, Norvegia, Paesi Bassi, Pakistan, Palau, Panama, Papua Nuova Guinea, Paraguay, Perù, Polonia, Portogallo, Regno Unito, Romania, Russia, Saint Lucia, Senegal, Serbia e Montenegro, Sierra Leone, Slovacchia, Slovenia, Sudafrica, Spagna, Sri Lanka, Suriname, Svezia, Svizzera, Siria, Stati Uniti d'America, Tagikistan, Tanzania, Thailandia, Togo, Trinidad e Tobago, Tunisia, Turchia, Uganda, Ucraina, Ungheria, Uruguay, Uzbekistan, Venezuela, Vietnam, Zambia, Unione Sovietica.
Le ultime parti contraenti:
Antigua e Barbuda (2-10-2005), Capo Verde (18-11-2005), Repubblica Centrafricana (5-4-2006), Iraq (17-2-2008), Kazakistan (15-1-2007), Lesotho (1-11-2004), Isole Marshall (13-11-2004), Montenegro (3-6-2006), Mozambico (3-12-2004), Birmania (17-3-2005), Ruanda (1-4-2006), Samoa (6-2-2005), Seychelles (22-3-2005), Sudan (7-5-2005), Emirati Arabi Uniti (29-12-2007), Yemen (8-2-2008), Turkmenistan (03-07-2009), Laos (28-09-2010)..

### Organizzazioni Internazionali
Le Organizzazioni internazionali che parteciparono alla Convenzione sono:
- IWRB (International Waterfowl Research Bureau),
- FAO (Food and Agricultural Organization),
- UNESCO (United Nations Educational Scientific and Cultural Organization),
- CIC (Consiglio Internazionale per la Caccia),
- ICBP (International Council for Birds Preservation),
- IUCN (International Union for Conservation of Nature and Natural Resources),
- WWF (World Wide Fund for Nature).